# 楊居正
楊居正，浙江歸安人，明朝政治人物、進士出身。
洪武十八年，登進士，官至監察御史。